# Meta gertschi
Meta gertschi là một loài nhện trong họ Tetragnathidae.
Loài này thuộc chi Meta. Meta gertschi được miêu tả năm 1938 bởi Lessert.